# Vuelo 1380 de Southwest Airlines
El vuelo 1380 de Southwest Airlines, un Boeing 737-700, sufrió una falla contenida de motor en el motor CFM International CFM56 izquierdo tras despegar del Aeropuerto LaGuardia de Nueva York con destino al Aeropuerto Dallas Love el 17 de abril de 2018. La cubierta del motor se rompió en la falla, y fragmentos de la cubierta dañaron el fuselaje, destrozando una ventana de la cabina y causando la despresurización explosiva de la aeronave. Otros fragmentos dañaron el ala. La tripulación realizó un descenso de emergencia y se desvió al Aeropuerto Internacional de Filadelfia. Un pasajero fue parcialmente expulsado de la aeronave y sufrió heridas mortales, mientras que otros ocho pasajeros sufrieron heridas leves. La aeronave sufrió daños sustanciales y fue declarada "pérdida del casco" como consecuencia del accidente.
La aeronave partió desde el Aeropuerto LaGuardia de Nueva York a San Francisco con paradas intermedias en Dallas, Nueva Orleans, Oakland, Reno y Las Vegas. El avión era un Boeing 737-7H4 con el registro N772SW, en servicio con Southwest Airlines desde su fabricación en 2000. Estaba propulsado por motores CFM56-7B, con el motor averiado acumulando 40,000 ciclos en servicio desde nuevo, una cuarta parte desde que se sometió a una revisión. Tammie Jo Shults, una expiloto de la Armada de los Estados Unidos, era la comandante del vuelo; y Darren Ellisor, un expiloto de la Fuerza Aérea de los Estados Unidos, fue el primer oficial. Había 144 pasajeros y tres azafatas a bordo.
Este accidente fue muy similar a uno ocurrido 20 meses antes en el vuelo 3472 de Southwest Airlines, que operaba con el mismo tipo de aeronave y motor. Tras dicho accidente, el fabricante del motor, CFM, emitió una directiva de servicio que exigía inspecciones ultrasónicas de los álabes del ventilador de la turbina con ciertos números de serie, ciclos de servicio o tiempo de servicio. Southwest no realizó la inspección del motor involucrado en esta falla porque no cumplía con los parámetros especificados por la directiva.

## Incidente

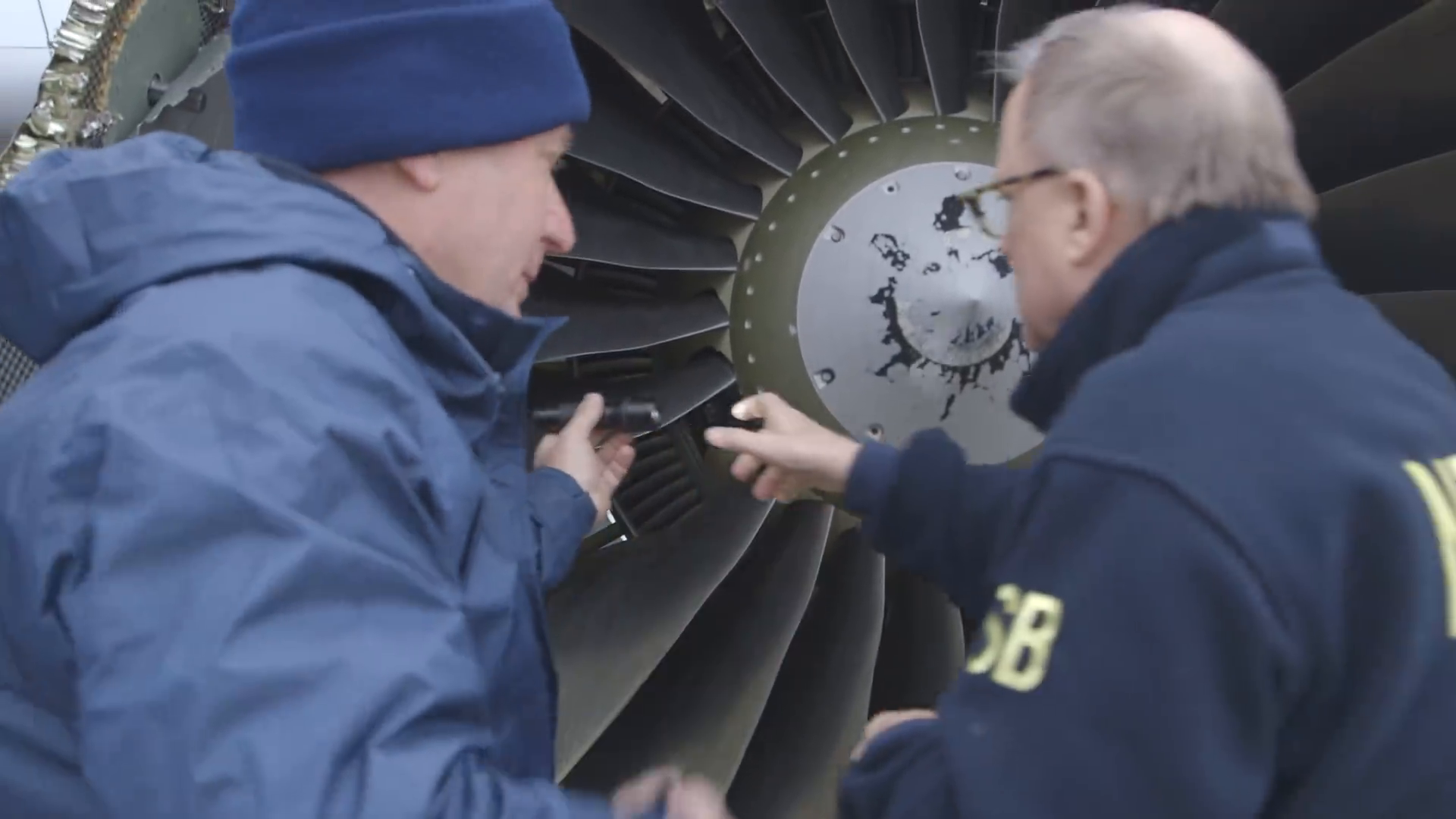
Inspectores NTSB que indican la ubicación de la pala del ventilador faltante.

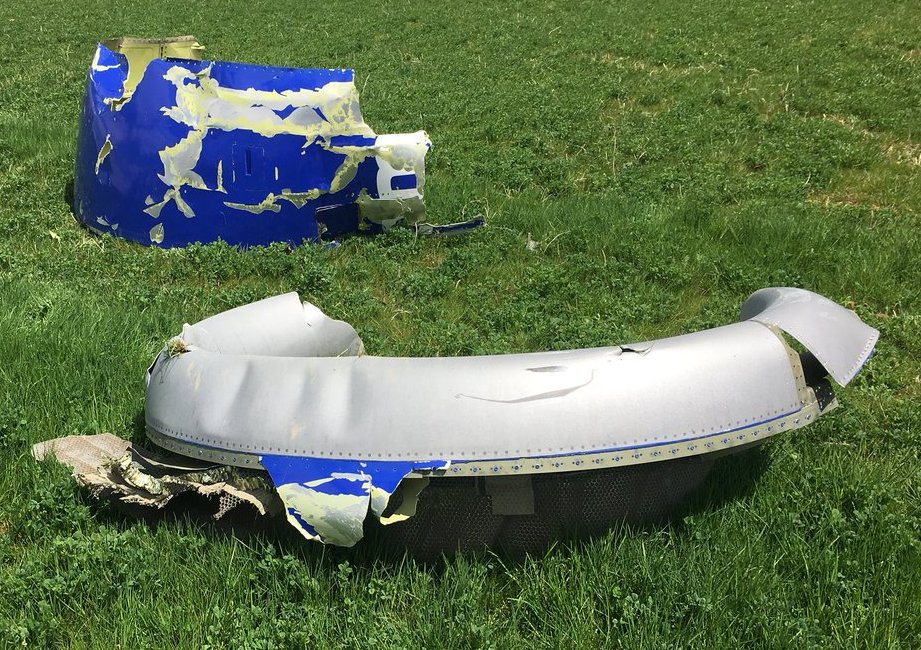
Se encontraron piezas de la góndola del motor en un campo de Pennsylvania.

Los informes iniciales sugieren que unos 20 minutos después del despegue de LaGuardia, cuando la aeronave estaba ascendiendo a una altitud de 32,500 pies (9,900 m) a su altitud asignada de 38,000 pies (11,575m), una aspa del ventilador se separó del motor izquierdo y hubo una pérdida catastrófica del conjunto de admisión del motor y partes de la góndola. Los desechos golpearon el borde delantero del ala izquierda y el fuselaje, y una ventana del fuselaje falló, lo que resultó en una descompresión descontrolada. El torso de la pasajera Jennifer Riordan,que estaba sentada en la fila 14 adyacente a la ventana averiada, fue expulsado por la descompresión a través de la ventana averiada; otros pasajeros la llevaron de vuelta a la cabina (gracias a que aún estaba sostenida por el cinturón de seguridad) y realizaron una reanimación cardiopulmonar, gracias a que uno de ellos, Andrew Needum, era bombero en Texas y otra, Peggy Phillips, era una enfermera jubilada. También Tyler Albin, un estudiante de medicina, colaboró con el procedimiento.
El avión realizó un inmediato aterrizaje de emergencia en el Aeropuerto Internacional de Filadelfia aproximadamente a las 11:20 a. m. Un pequeño incendio, causado por una fuga de combustible del motor dañado, fue extinguido por los bomberos. No se desplegaron toboganes de evacuación de emergencia y se desembarcó a los pasajeros mediante pasos de abordaje. Riordan, de 43 años, vicepresidente de relaciones comunitarias para el banco Wells Fargo y madre de dos hijos, murió en un hospital local, según los informes, por el traumatismo sufrido en la cabeza, el cuello y el torso. Otras siete personas fueron atendidas en el aeropuerto.
El registrador de datos de vuelo mostró a los investigadores de NTSB la siguiente secuencia de eventos: la vibración del motor aumentó y luego todos los indicadores del motor izquierdo se pusieron a cero; la bocina de advertencia de presión de la cabina se activó automáticamente y la presión en la cabina cayó a 14,000 pies. Máscaras de oxígeno fueron desplegadas a los pasajeros; hubo un desplazamiento izquierdo rápido del avión, no comandado, a un ángulo de 41 grados (en contraste con los típicos ángulos de  ese tipo de aeronave, de 20-25 grados); el piloto niveló las alas e inició un descenso de emergencia; se experimentó una buena cantidad de vibración hasta el aterrizaje; los pilotos aterrizaron con un flap colocando 5 grados en lugar de los típicos 30 o 40 grados en una situación normal, porque estaban preocupados por el control de la aeronave; y la velocidad de aterrizaje fue de 165 nudos en lugar de los típicos 135 nudos en ese tipo de avión. Piloto y copiloto recibieron elogios de la NTSB por su control de la situación de emergencia.

## Investigación
La Junta Nacional de Seguridad del Transporte (NTSB) está investigando el accidente. Debido a que el fabricante del motor defectuoso - CFM International (CFM) - es una empresa conjunta entre Estados Unidos y Francia, la Oficina de Investigación y Análisis para la Seguridad de la Aviación Civil (Oficina de Investigación y Análisis para la Seguridad de la Aviación Civil) envió a sus expertos para ayudar. Los equipos técnicos del fabricante de aviones Boeing y el fabricante de motores CFM están ayudando a la NTSB con la investigación. La investigación completa probablemente demorará de 12 a 15 meses. La investigación preliminar de la NTSB reveló que el álabe del ventilador número 13 había fallado desde su anclaje, y que había evidencia de fatiga del metal donde la cuchilla se rompió. La causa de la falla de la ventana no ha sido determinada.
El 18 de abril de 2018, la Administración Federal de Aviación de los Estados Unidos (FAA) y la Agencia Europea de Seguridad Aérea (EASA) ordenaron las inspecciones de algunos de los motores CFM56-7B en servicio y declararon que se emitirá una Directiva de Aeronavegabilidad que ordenara esto. La FAA y la EASA siguieron con una directiva de aeronavegabilidad de emergencia dos días después el 20 de abril, basada en un boletín de servicio (SB) emitido por CFM International el mismo día, que requería la inspección de todos los motores de la serie CFM56-7B en operación. La directiva de la FAA difería de la SB al requerir únicamente una inspección ultrasónica de los álabes de los motores con más de 30,000 ciclos totales desde nuevos con las inspecciones que se llevarán a cabo dentro de los 20 días. El fabricante del motor estimó que la nueva directiva afectaba a 352 motores en los EE. UU. Y 681 en todo el mundo. El 23 de abril de 2018, Southwest Airlines anunció que iba voluntariamente más allá del requisito FAAD EAD y realizando inspecciones ultrasónicas en todos los motores CFM de su flota, con un total de aproximadamente 700 aviones Boeing 737-700 y 737-800. Solo alrededor de una docena de aviones Southwest no usaban motores CFM y no serían inspeccionados.
Los pasajeros que colaboraron con el rescate y resucitación de Jennifer Riordan recibieron un reconocimiento del presidente Donald Trump por sus acciones.

## Dramatización
Este accidente fue presentado en la vigesimoprimera temporada de la serie documental Mayday: catástrofes aéreas, en el episodio «Catástrofe de cabina».